# 岩手県立宮古商工高等学校

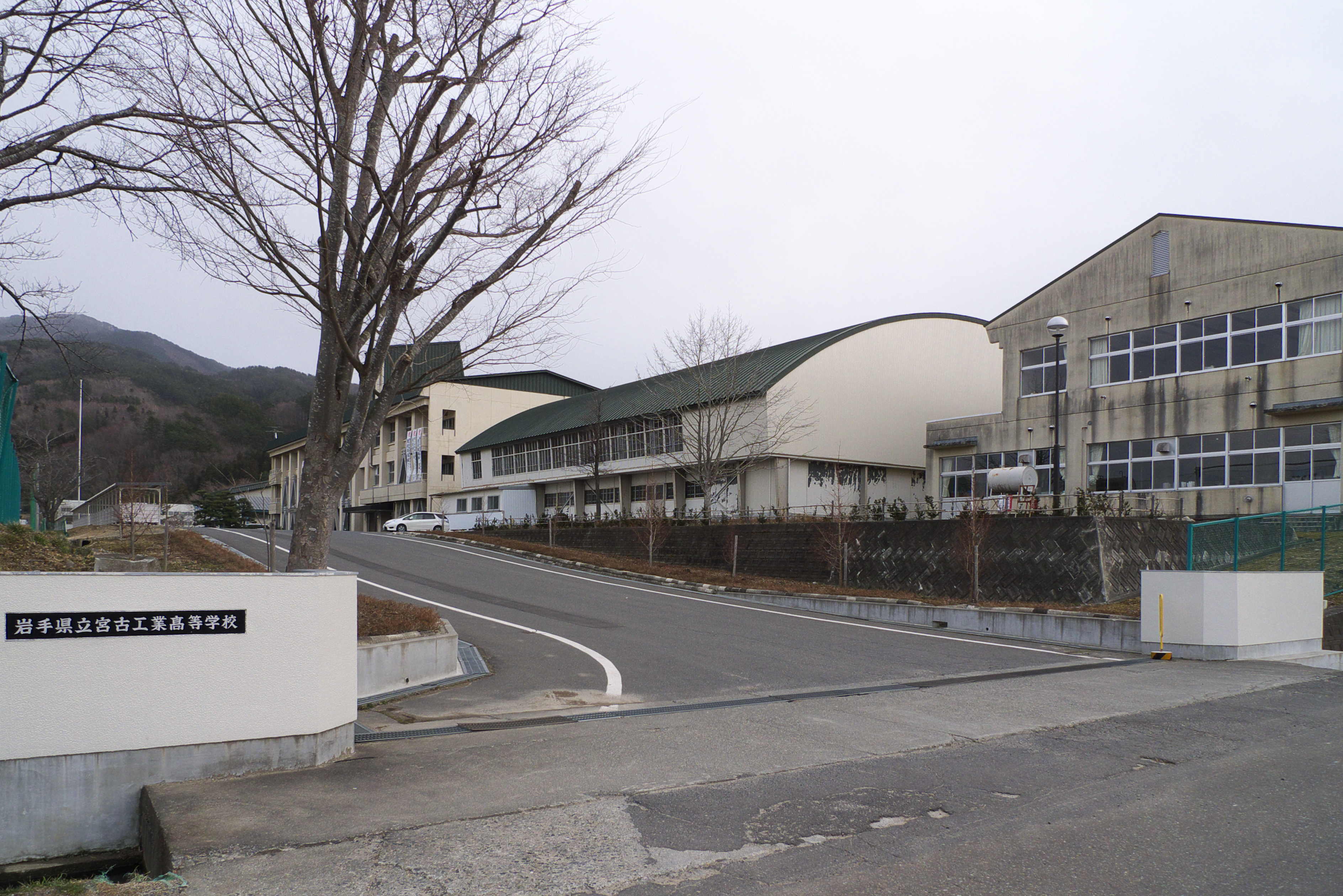
工業校舎（宮古工業高校時代に撮影）

岩手県立宮古商工高等学校（いわてけんりつみやこしょうこうこうとうがっこう）は岩手県宮古市にある公立の商工高等学校。

## 沿革
- 2020年（令和2年）
  - 4月1日 - 岩手県立宮古商業高等学校と岩手県立宮古工業高等学校の統合により開校。
  - 11月1日 - 開校式を挙行。この日を開校記念日として制定。

## 教育目標
1. 意欲的に問題に取り組み、自分で考え抜く態度を養う
2. 基本的生活習慣と道徳心を身につけ、行動を自律できる能力を養う
3. 勤労意欲と実践力を育て、調和の取れた人間として自己を実現させる能力を養う

## 概要

### 校章
宮古商業高校の校章デザインを元に中央の「商」の文字を「高」に変更。中央の3枚の菊の葉は霜にも耐える清麗を表し、全体のMは宮古 (Miyako) を、それぞれ3つのMは尽心（最高の努力：Maximum effort）、礼節（礼儀作法：Manners)、中庸（Moderation）を象徴している。

### 校舎
岩手県初となる校舎制を採用しており、旧2校の校舎を利用し（キャンパス方式）、学科ごとに分散して授業を行っている。
- 商業校舎（旧・宮古商業高等学校 / 〒027-0024 岩手県宮古市磯鶏3丁目5-1、北緯39度37分2.1秒 東経141度57分34.1秒）） - 商業学科（本部）
- 工業校舎（旧・宮古工業高等学校 / 〒027-0202 岩手県宮古市赤前第1地割81、北緯39度34分35.1秒 東経141度56分45.5秒）） - 工業学科

### 設置課程・学科
- 全日制課程
  - 商業学科　全3学科（商業校舎）
    - 総合ビジネス科（G科）
    - 流通ビジネス科（D科）
    - 情報ビジネス科（I科）

  - 工業学科　全2学科（工業校舎）
    - 機械システム科（M科）
    - 電気システム科（E科）

### 校歌
校歌は旧宮古工業高校の校歌を引き継ぎ、歌詞の一部（校名）を変更したものを採用した。旧宮古商業高校の校歌は、歌詞の一部（校名）を変更した上で精神歌として歌い継いでいる。

## 日商簿記甲子園
- 2024年度、第1回全国高等学校日商簿記選手権大会（日商簿記甲子園）開催（日商簿記検定施行70周年記念事業）の参加校である。

## アクセス

### 商業校舎
- JR山田線・三陸鉄道リアス線宮古駅より岩手県北バスの山田・船越・重茂方面の系統で、「商業校舎前」下車。

### 工業校舎
- リアス線津軽石駅から徒歩約15分。
- 宮古駅より岩手県北バスの重茂方面系統で、「工業校舎前」下車。